# Major Gowen
Major Gowen är en roll i TV-serien Pang i bygget (Fawlty Towers) som spelades av Ballard Berkeley.

## Personlighet
Major Gowen är före detta yrkesofficer och bor permanent på makarna Fawltys hotell (enligt Basil Fawlty den gäst som bott längst på hotellet). Exakt vad Gowen gjort som officer är oklart men det är ganska troligt att han tjänstgjort i andra världskriget. Fastän en omtyckt gäst och en oftast fryntlig - om än förvirrad - figur synes majoren i sina åsikter vara en typisk produkt av brittisk imperialism. I en längre utläggning förklarar majoren skillnaden mellan "niggers" och "svartskallar" för Basil. Majoren avskyr tyskar vilka han avfärdar som "krauts" och "rötägg." Tyska kvinnor anser han dock som goda kortspelare. Trots sina försök att hjälpa Basil rör han ofta till det för honom och han får även för sig saker, som då han tror att ett uppstoppat älghuvud talar med honom. Majorens främsta intresse är att läsa tidningen (som han ständigt är på jakt efter) även om han blir nedslagen av alla strejker ("Strikes, strikes, strikes... why do we bother, Fawlty?"). Han är dock desto mer road av att läsa om cricketresultaten. Han tar sig även gärna ett glas.